# New Bowl Center Gullmarsplan

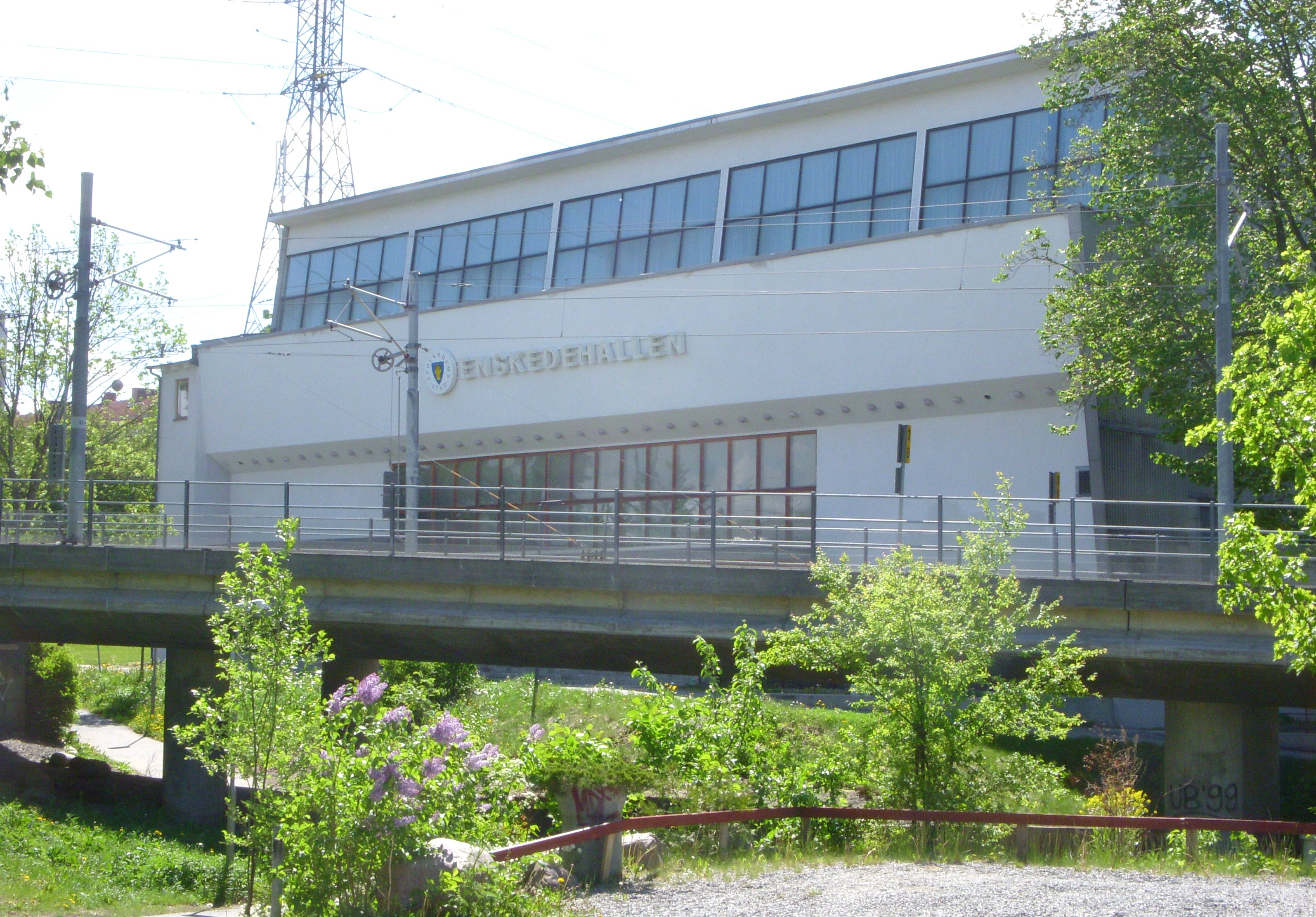
Enskedehallen fasad mot ost.

New Bowl Center Gullmarsplan är en bowlinghall som ligger i Årsta i södra Stockholms kommun. Bowlinghallen ligger inrymd i Enskedehallen som ligger intill tvärbanans hållplats Gullmarsplan.

## Tävlingar
På New Bowl Center Gullmarsplan spelas det många tävlingar. Både inom det nationella seriesystemet och cuptävlingar. Utöver dessa tävlingar bedriver bowlinghallen sin egen husliga i olika divisioner både för lag och individuella spelare som inte tävlar i lag. Stockholmskorpen har verksamhet i hallen.

### Hemmaarena
Bowlinghallen är hemmaarena för BK Klamparen, NBC Gullmarsplan BC, Pocket Club, Sickla IF och  DN/Expressens If.

### Husligan
Husligan, som för närvarande består av tre husligor, är bowlinghallens egna tävlingsspel spelas det både lag och individuellt. I husligan spelas det båda av licensierade spelare och olicensierade. Husligan i NBC Gullmarsplan spelades tidigare säsongsvis två gånger om året - vår och höst. Numer går husligorna med en säsong från september till och med maj månad året efter.

#### Spelform i husligan
Matcherna spelas i tre serier med tre spelare vardera. Varje spelare möter alla spelare i motståndarlaget där det ena laget räknas som hemmalag och det andra som bortalag.
1. HLS = HemmaLagets Spelare
2. BLS = BortaLagets Spelare

| Serie   | Bana 1      | Bana 2      | Bana 3      |
| Serie 1 | HLS1 - BLS1 | HLS2 - BLS2 | HLS3 - BLS3 |
| Serie 2 | HLS3 - BLS2 | HLS1 - BLS3 | HLS2 - BLS1 |
| Serie 3 | HLS2 - BLS3 | HLS3 - BLS1 | HLS1 - BLS2 |
| ------- | ----------- | ----------- | ----------- |

#### Husligorna
1. Måndag, 4 divisioner med vardera 10 lag, spelas varannan måndag
2. Tisdag jämna veckor, 3 divisioner med 8 lag vardera
3. Tisdag udda veckor, 3 divisioner med 6 lag vardera, mycket internationella spelare

Totalt är det 82 lag som spelar totalt 663 matcher i 11934 serier .

#### Säsongsavslut
Båda säsongerna avslutas med finaltävlingar där det är både middag, spel och prisutdelningar. Priser ges till segraren i varje division i respektive husliga samt till årets prestation, samt säsongens kvinnliga som manliga profil.

#### Vanligt med husligor
De flesta bowlinghallar har en egen husliga eller motsvarande tävlingsform.

#### Husligan som plantskola
Husligan har varit en plantskola för lag i det nationella som regionala seriesystemet att hitta nya förmågor inom bowlingen. Stora delar av Bajen Fans Bowling kommer ursprungligen från husligan i NBC Gullmarsplan.

## Historik
Bowlinghallen öppnade 5 september 1960 under en invigningsceremoni där borgarrådet Helge Berglund (S) slog det första slaget som dock blev ett slag i rännan. Spärrslaget slog ner fyra käglor. Borgarrådet Gunnar Dalgren (FP) höll också tal under invigningen jämte överståthållare Johan Hagander och Gregor Aminoff, representant för Stockholms bowlingförbund. 

### Ägandeskap
Från start drevs hallen av Stockholms Bowlingförbunds hall ab genom AIK och Hermod.

### Originalutseende
Lokalen har behållit sitt originalutseende av tegelvägg vid hallens inre sida.
I övrigt finns det inte mycket kvar som påminner om hur bowlinghallen såg ut från början.

## Banor
Bowlinghallen har 16 banor.
Via bowlinghallens hemsida finns det webbsida där man kan se banresultaten i realtid.
Ovanför banorna 5-8 kan en scen sättas upp som används under vissa kvällar för liveband.